# Бартон Финк
„Бартон Финк“ (енгл. Barton Fink) је амерички филм из 1991. у режији Браће Коен. Главне улоге тумаче Џон Туртуро, Џон Гудман и Џуди Дејвис.

## Кратак садржај
Филм је смјештен у 1941. години. Говори о њујоршком драматургу који се сели у Лос Анђелес, како би написао сценарио за Б-филм. Смјешта се у хотелски апартман како би започео писање, али га погађа недостатак инспирације. Зато се спријатељује с пријатним човјеком из сусједне собе (Џон Гудман), заједно с неколико сарадника из филмске индустрије. Инспирација долази из најчуднијих мјеста, а сам хотел је необичан и магнет за бизарности. „Бартон Финк“ је постигао велики критички успјех, те био номинован за три Оскара. Осим тога, освојио је три главне награде на Филмском фестивалу у Кану, укључујући и Златну палму. 

## Улоге
| Глумац         | Улога                |
| -------------- | -------------------- |
| Џон Туртуро    | Бартон Финк          |
| Џон Гудман     | Чарли Медоуз         |
| Џуди Дејвис    | Одри Тејлор          |
| Мајкл Лернер   | Џек Липник           |
| Џон Махони     | В. П. Мејхју         |
| Тони Шалуб     | Бен Гајзлер          |
| Џон Полито     | Лу Бризи             |
| Стив Бусеми    | Чет                  |
| Ричард Портноу | детектив Мастрионоти |